# Arthur-von-Schmid-Haus
Arthur-von-Schmid-Haus je avstrijska planinska postojanka v Visokih Turah. Koča, zgrajena v letih 1910/11, prenovljena 1978/79, se nahaja na višini 2.281 m na zahodnem robu ledeniškega jezera Dösener See ob vznožju gore Säuleck, v skupini Ankogla. Odprta je od junija do sredine oktobra, upravlja pa jo graška sekcija Avstrijskega planinskega društva.

## Dostopi
Koča je najlažje dosegljiva s parkirišča na planini Dösner Alm (1.448 m), občina Mallnitz, skozi dolino Dösental (3h).

## Prehodi
- Gießener Hütte (2.215 m), čez Malniško škrbino (2.672 m, 2½h),
- Reißeckhütte (2.381 m), čez prelaz Kaponigtörl (2.690 m, 8h),
- bivak Kaponig (2.537 m, 2h).

## Ture
Koča je izhodišče vzpona na Säuleck (3.086 m, 2½h) po lažji desni varianti ali težki alpinistični smeri.